# Lago Guacho
El Lago Guacho es un lago andino de origen glaciar situado en el oeste de la provincia del Chubut, en el departamento Languiñeo, Patagonia argentina.

## Geografía
El lago Guacho se encuentra en dirección norte-oeste a sur-este con un largo de 4.6 km. Se encuentra a unos diez kilómetros al norte de la parte oriental del Lago General Vintter/Palena.

## Hidrología
Recibe las aguas del lago Guacho Superior cuyo emisario posee una longitud de sólo 150 metros, que aporta sus aguas en el extremo norte-oeste, siendo su principal afluente.
Su emisario, el arroyo Guacho, nace en el extremo sureste y converge en la margen izquierda del río Carrenleufú/Palena.